# サイクロン・ナルギス

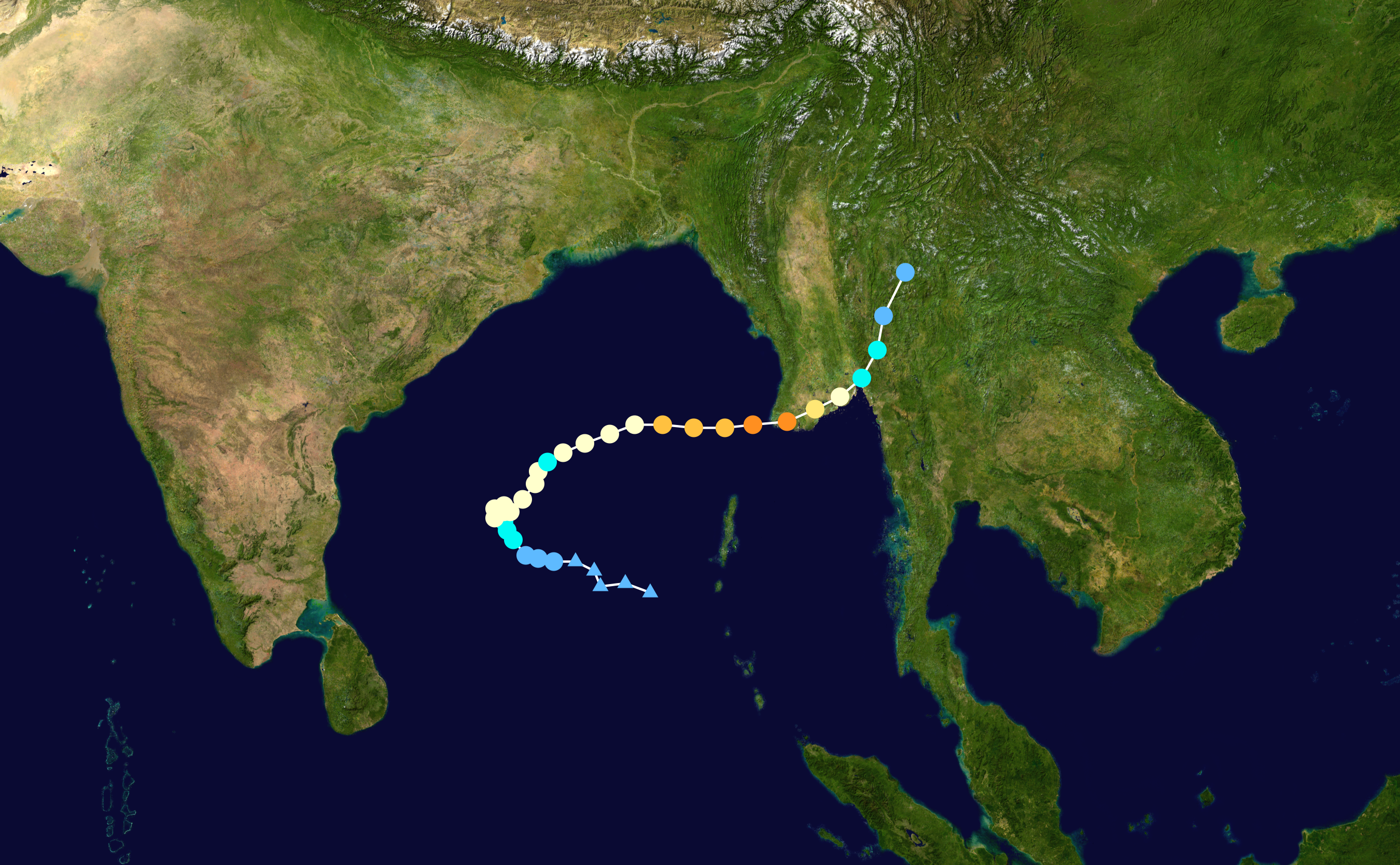
サイクロン・ナルギスの軌跡

サイクロン・ナルギス(Cyclone Nargis)は、2008年4月27日にベンガル湾中央部で発生した、発達したサイクロンである。最も勢力の大きい時点でのシンプソン・スケールはカテゴリー4だった。5月2日にミャンマーのエーヤワディー川デルタに上陸し甚大な被害をもたらし、5月3日にミャンマーとタイの国境付近で消滅した。
通常、ベンガル湾で発生するサイクロンは、北東貿易風の影響で東進する事は無く、多くがバングラデシュに、次いでカルカッタ付近やインド半島東岸に上陸する。ナルギスのように東に進んでミャンマーに上陸する事は稀であり、被害が拡大した大きな原因となった。
ミャンマー南西部エーヤワディ管区を中心に、ヤンゴン管区、バゴー管区、モン州などで大雨や洪水、強風による被害が発生した。

## 被害状況
バングラデシュなどでは、国連の力もあり、被害をできるだけ食い止めることができた。しかし、ミャンマーではこのサイクロンへの備えが少なく、社会基盤が脆弱だったこともあり、死者は10万人を超えたといわれている。